# Tectaria subpedata
Tectaria subpedata là một loài thực vật có mạch trong họ Dryopteridaceae. Loài này được (Harr.) Ching miêu tả khoa học đầu tiên năm 1931.